# 西牆的傘兵

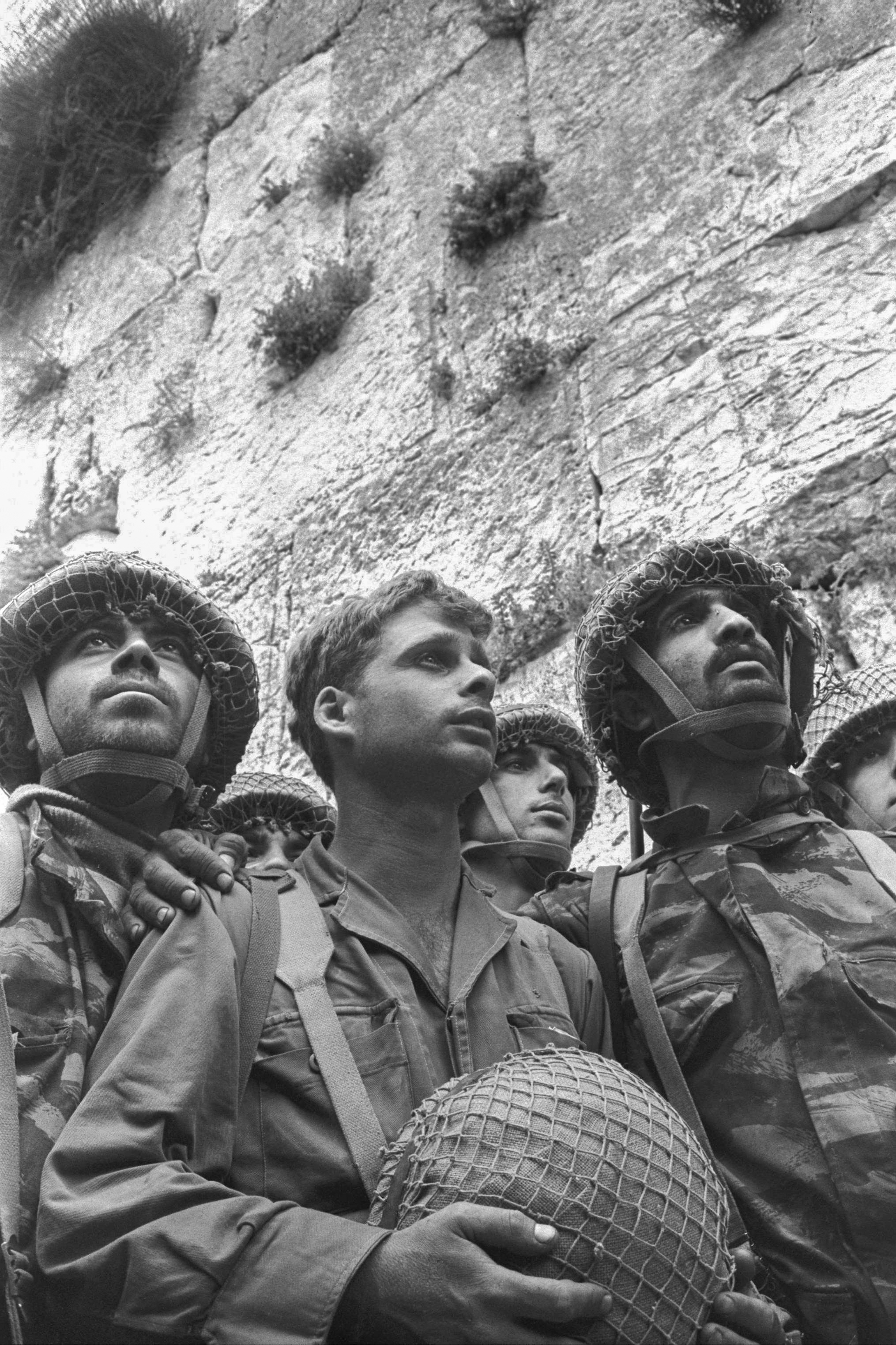
西墻的傘兵，由戴維·魯賓格所拍攝

西墙的伞兵（Paratroopers at the Western Wall）是戴維·魯賓格于1967年6月7日拍摄的照片。此時恰逢六日战争，耶路撒冷旧城的西墙被以色列军队佔領。照片中的三名以色列伞兵正站在耶路撒冷老城的西墙邊上。从左到右分別為以色列士兵锡安·卡拉森蒂（Zion Karasenti）、伊扎克·伊法特（Yitzhak Yifat）和海姆·奥什里（Haim Oshri）。这些士兵是第55伞兵旅第66营的预备役人员。